# 占科伊（空軍基地）
占科伊空軍基地（烏克蘭語：Авіабаза Джанкой）是位於烏克蘭南部克里米亞占科伊的空軍基地，現時由俄罗斯空天军控制營運。
2014年俄羅斯吞併克里米亞前，這曾是乌克兰空军的軍用機場，後來於1995年改為作民用機場。1999年，該機場更被認定為國際機場，並能夠在惡劣天氣下幫助飛機起飛降落。
截至2022年10月，俄軍的第39直升機團在該基地上運作，並使用包括卡-50、Mi-17、Mi-28、Mi-24等直升機。